# Ådalsskolan

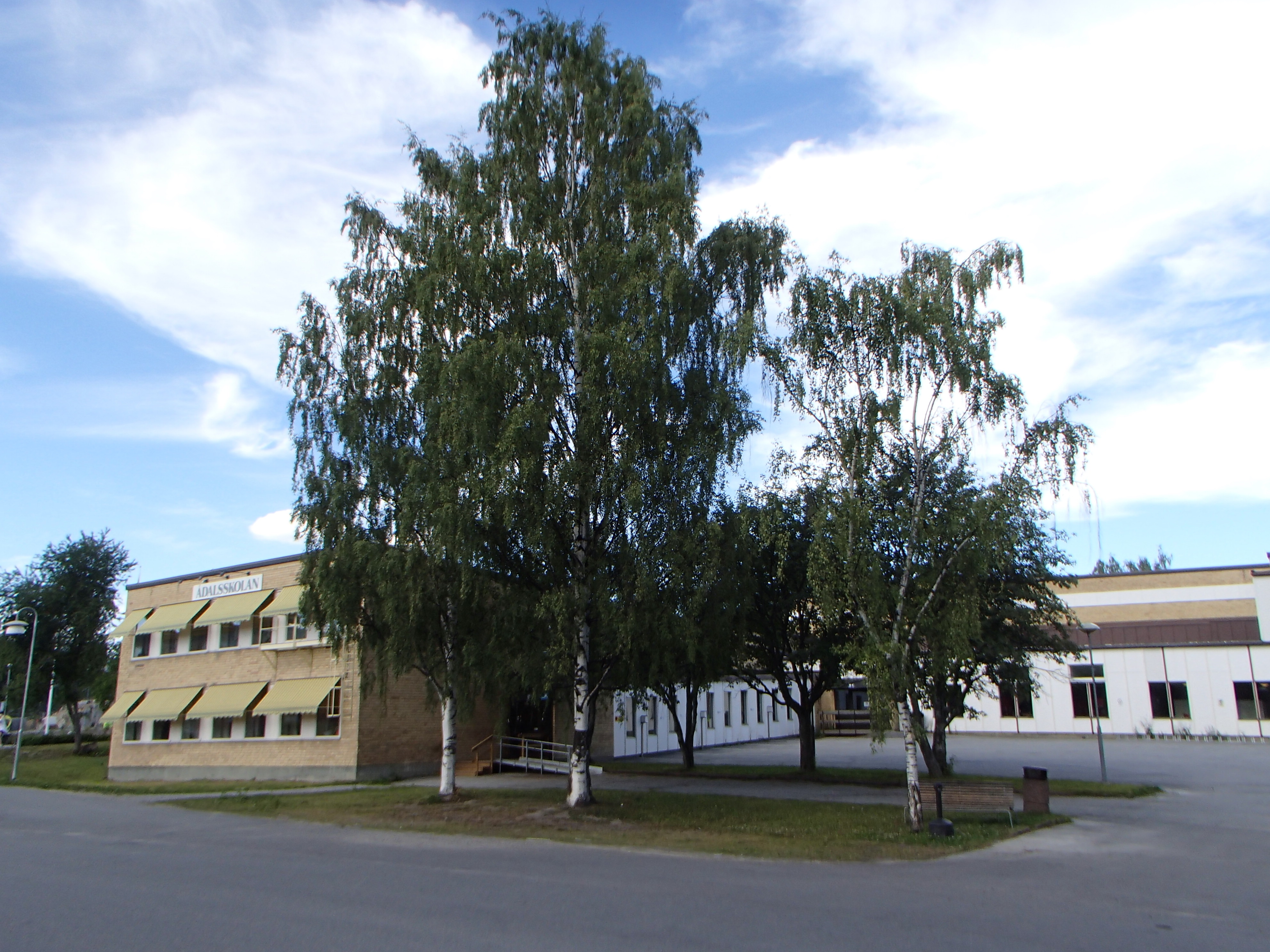
Ådalsskolan, nordvästra änden (vilken inkluderar aulan).

Ådalsskolan är en gymnasieskola i centrala Kramfors, Ångermanland, som har omkring 500 elever och 100 anställda. Skolan stod klar 1967 och invigdes av Olof Palme som då var utbildningsminister. Den avlånga byggnaden, cirka 400 meter lång, är en av Sveriges längsta skolbyggnader. Ådalsskolans närmsta grannbyggnader är Ådalshallen från 1968, och högstadieskolan Gudmundråskolan från 1977, även dessas exteriör präglas av fasadtegel. Utöver ett vanligt gymnasium finns det kommunal vuxenutbildning (komvux), och kulturskola som 2012 utsågs till den bästa i Västernorrlands län.
Ådalsskolan är tillsammans med Naturbruksgymnasiet Nordvik vid byn Skullersta (drygt 20 kilometer öster om Kramfors) och Räddningsgymnasiet Sandö (drygt 10 kilometer öster om Kramfors) de tre gymnasieskolorna belägna i Kramfors kommun.

## Program
Ådalsskolan innehar, genom Kramfors kommun, följande gymnasieprogram:
- Barn- och fritidsprogrammet
- Bygg- och anläggningsprogrammet
- Ekonomiprogrammet
- El- och energiprogrammet
- Estetiska programmet
- Fordons- och transportprogrammet
- Försäljnings- och serviceprogrammet
- Handels- och administrationsprogrammet
- Hantverksprogrammet
- Hotell- och turismprogrammet
- Industritekniska programmet
- Introduktionsprogrammet
- Naturbruksprogrammet
- Naturvetenskapsprogrammet
- Restaurang- och livsmedelsprogrammet
- Samhällsvetenskapsprogrammet
- Teknikprogrammet
- Vård- och omsorgsprogrammet

Övriga utbildningar:
- Ishockey- och tennisgymnasium finns, dessutom anordnar skolan körkortsutbildning.
- Kommunal vuxenutbildning (komvux)
- SFI (Svenskundervisning för invandrare och svenska som andraspråk)

## Dolph Lundgren-stipendiet
År 2009 instiftades Dolph Lundgren-stipendiet på Ådalsskolan, som Lundgren själv studerade vid i sin ungdom. Stipendiet, som innefattar 25 000 kronor, tilldelas eleven med de bästa avgångsbetygen. Lundgren blev historisk när han som första elev någonsin på Ådalsskolan gick ut med högsta möjliga betyg på naturvetenskapliga linjen.